# Mergozzo

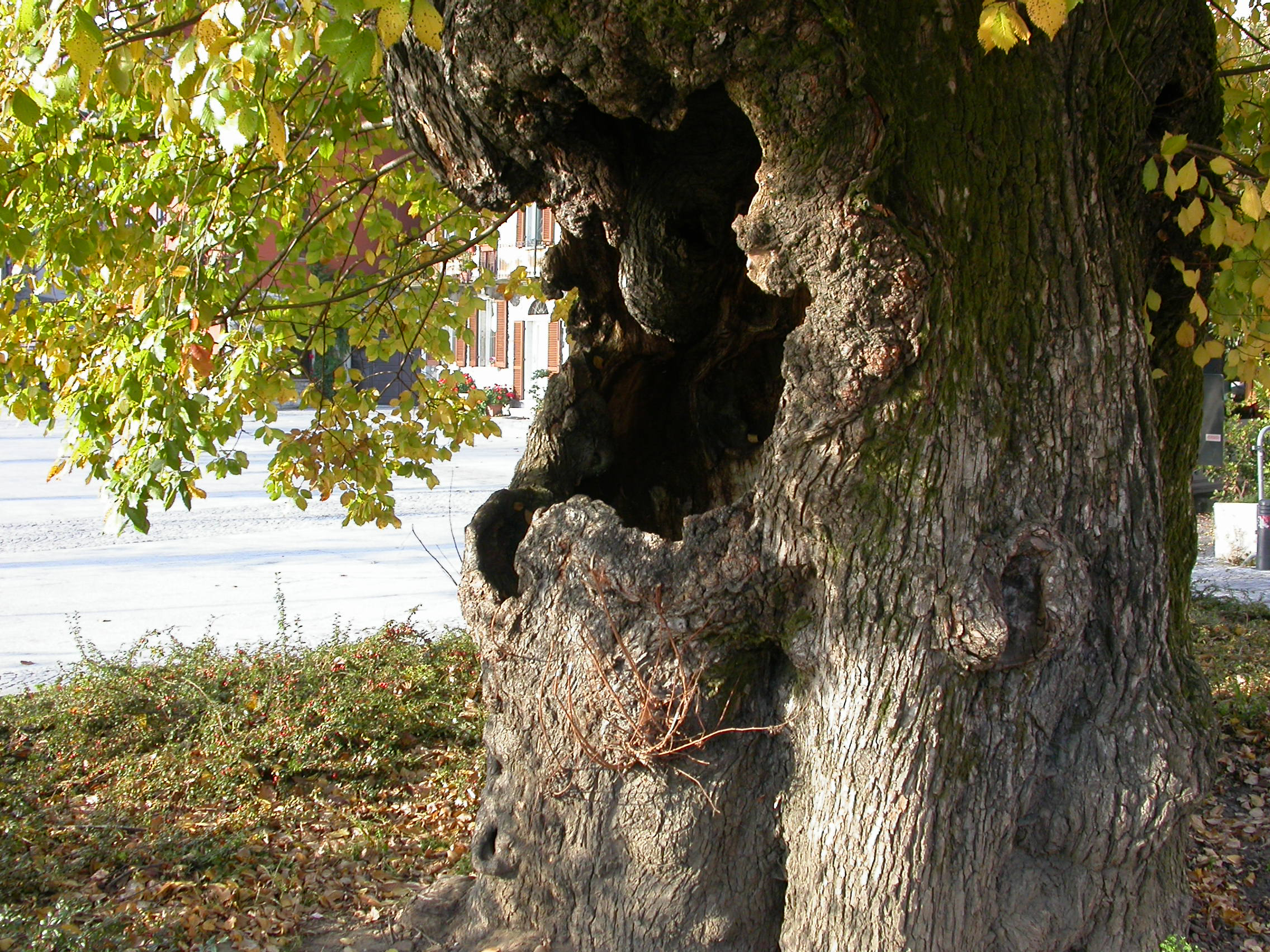
Staletý jilm

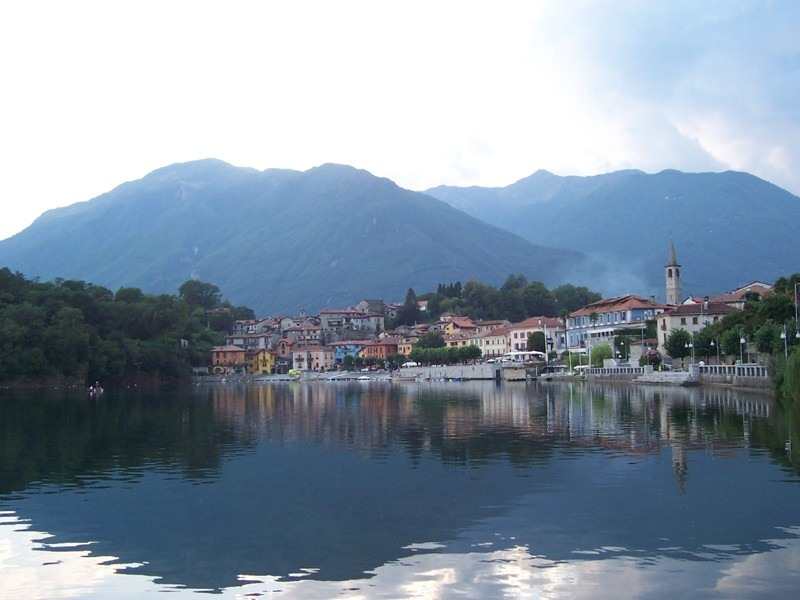
Pohled od jihovýchodu

Mergozzo je italská obec v provincii Verbano-Cusio-Ossola v oblasti Piemont, ležící na břehu jezera Lago di Mergozzo, které je součástí Lago di Maggiore; má nadmořskou výšku 194 metrů.
K 31. prosinci 2017 zde žilo 2174 obyvatel.

## Historie
Symbolem města je strom, několik století starý a nyní již dutý jilm, stojící v centru, na nábřeží jezera. Jeho existenci v Mergozzu již v 1. polovině 17. století dokládá vyobrazení na oltářním obraze Růžencové madony, který namaloval Carolus Canis roku 1623 pro zdejší farní kostel Nanebevzetí Panny Marie. V současné době je strom zcela dutý a nesený kovovými podpěrami, ale stále zelený a svěží. Je registrován v seznamu Monumentálních stromů oblasti Piemontu.

## Současnost
Městečko je vyhledávané turisty pro svou historickou síť ulic, starou architekturu, přístav i přírodu.

## Pamětihodnosti
- Kostel sv. Marty - jednolodní románská stavba s polokruhovou apsidou ze 12. století, kvádříkové zdivo tvoří místní žula. Kostel byl původně zasvěcen sv. Quirinovi a Juliettě, roku 1603 předán laickému bratrstvu sv. Marty a přesvěcen; uvnitř raně barokní dřevěná socha sv. Marty s kropenkou.
- Farní kostel Nanebevzetí Panny Marie - raně barokní stavba, založená roku 1610, s poutním ambitem, z něhož vychází křížová cesta
- Pravěká megalitická stavba
- Hřbitov

## Muzea
- Museo archeologico
- Ecomuseo di granito Montorfano -

## Sousední obce
Gravellona Toce, Montorfano, Ornavasso, Premosello-Chiovenda, San Bernardino Verbano, Verbania

## Galerie

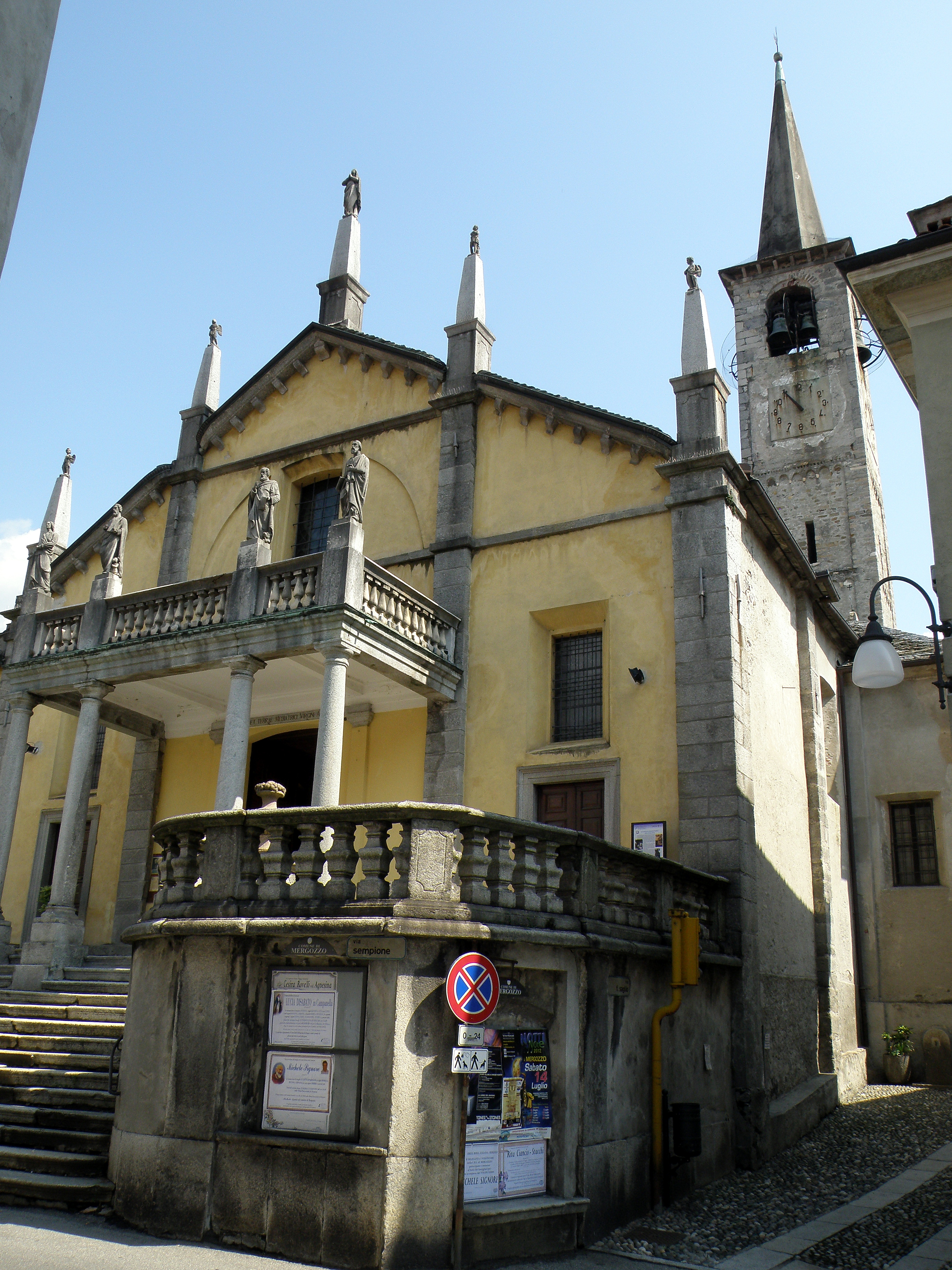
Farní kostel Nanebevzetí Panny Marie
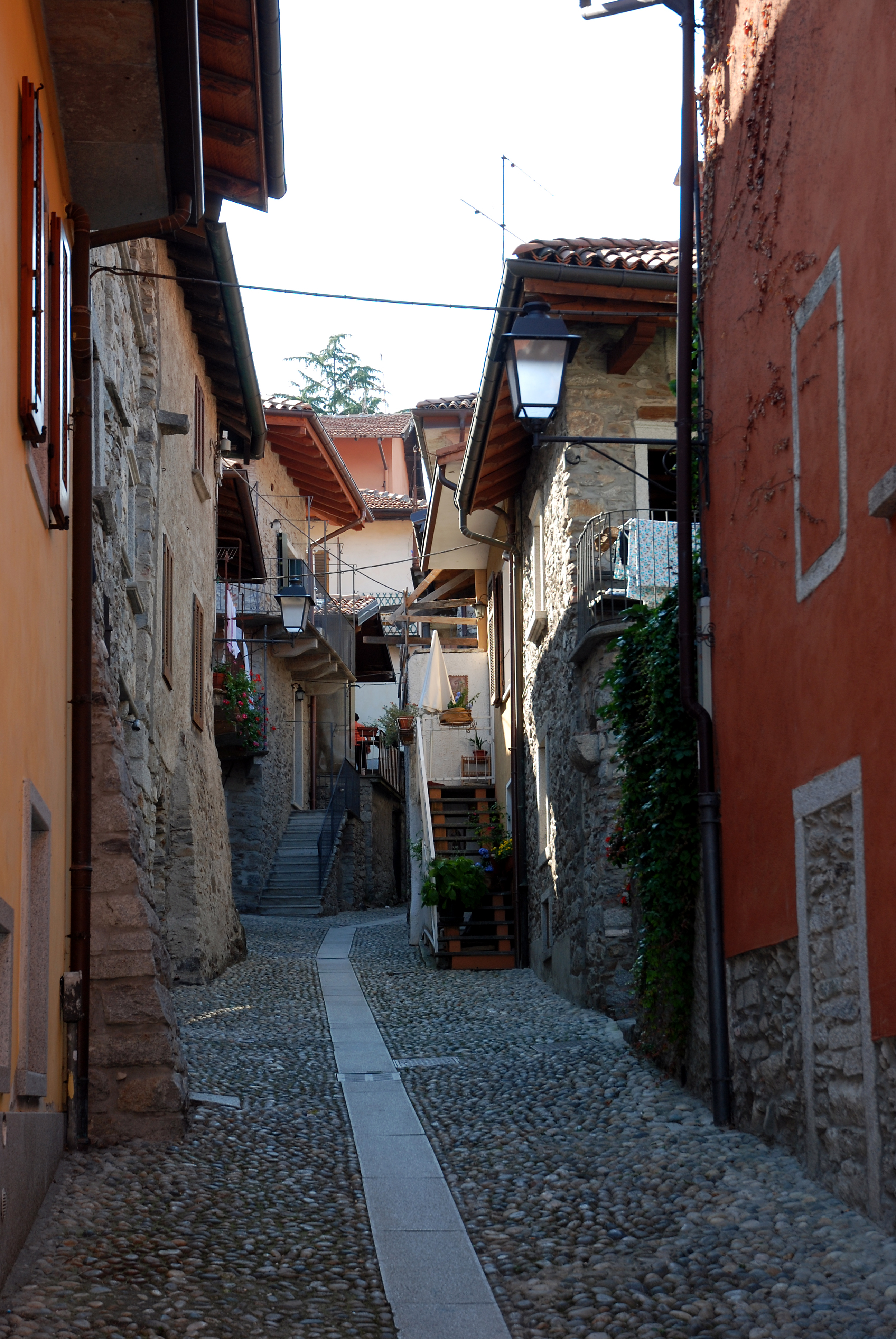
Ulička
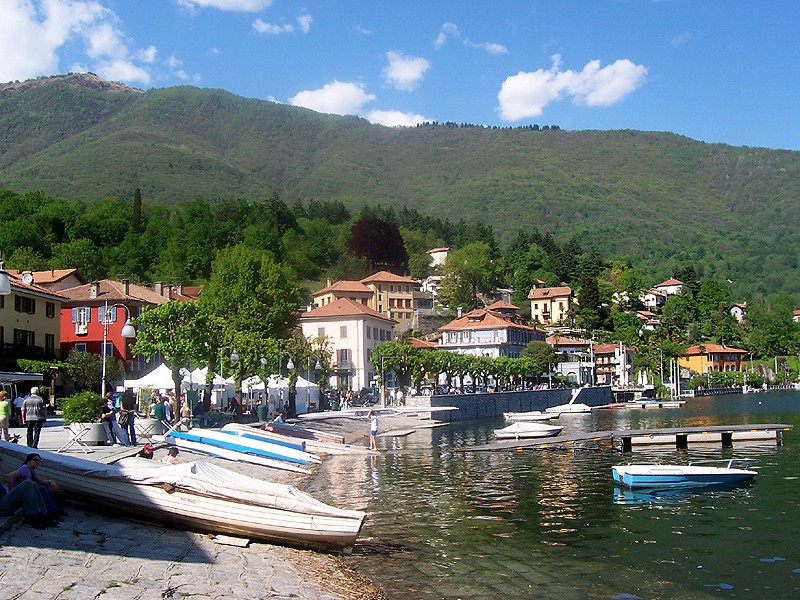
Pohled od západu
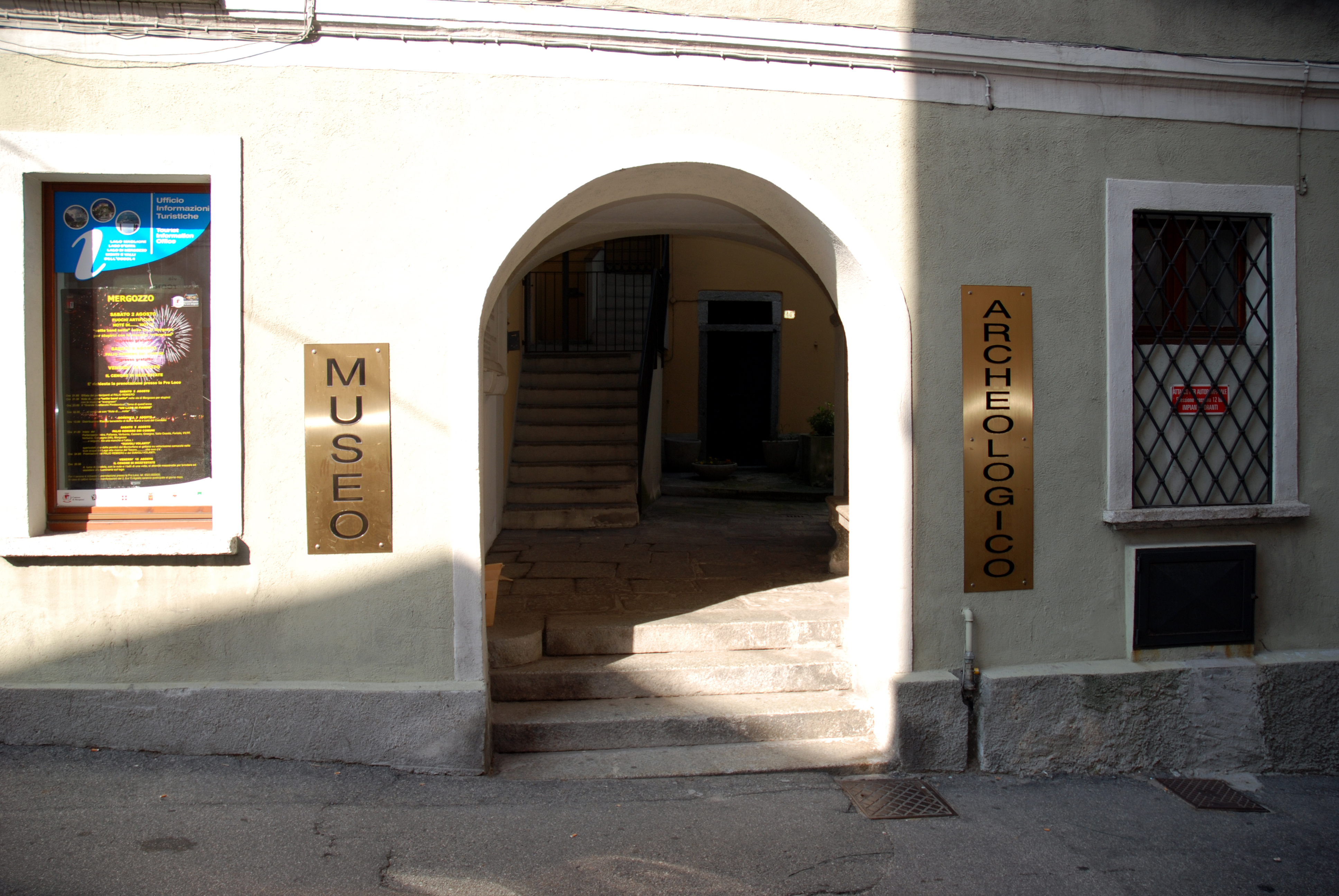
Museo archeologico
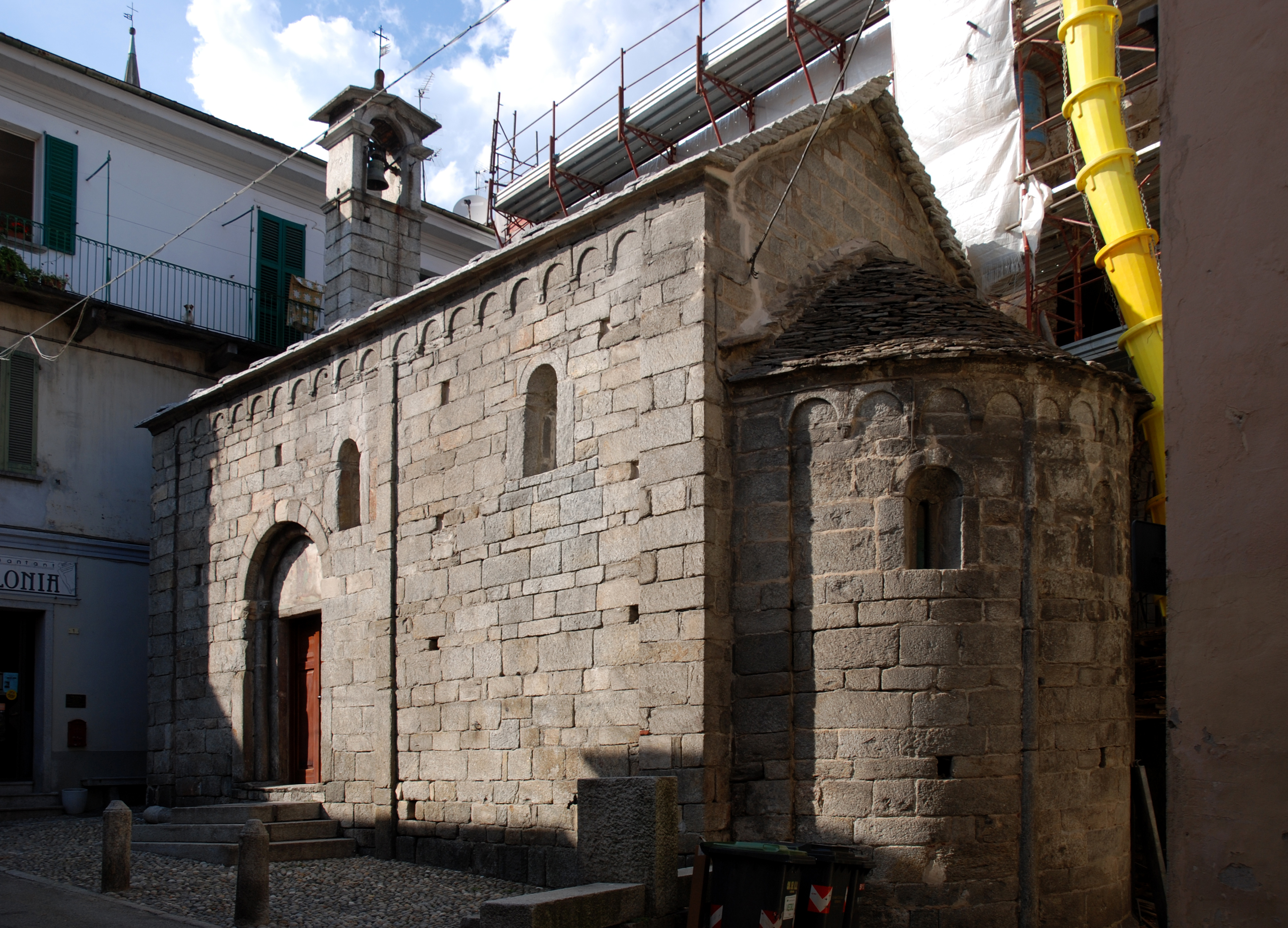
Kostel Sv. Marty
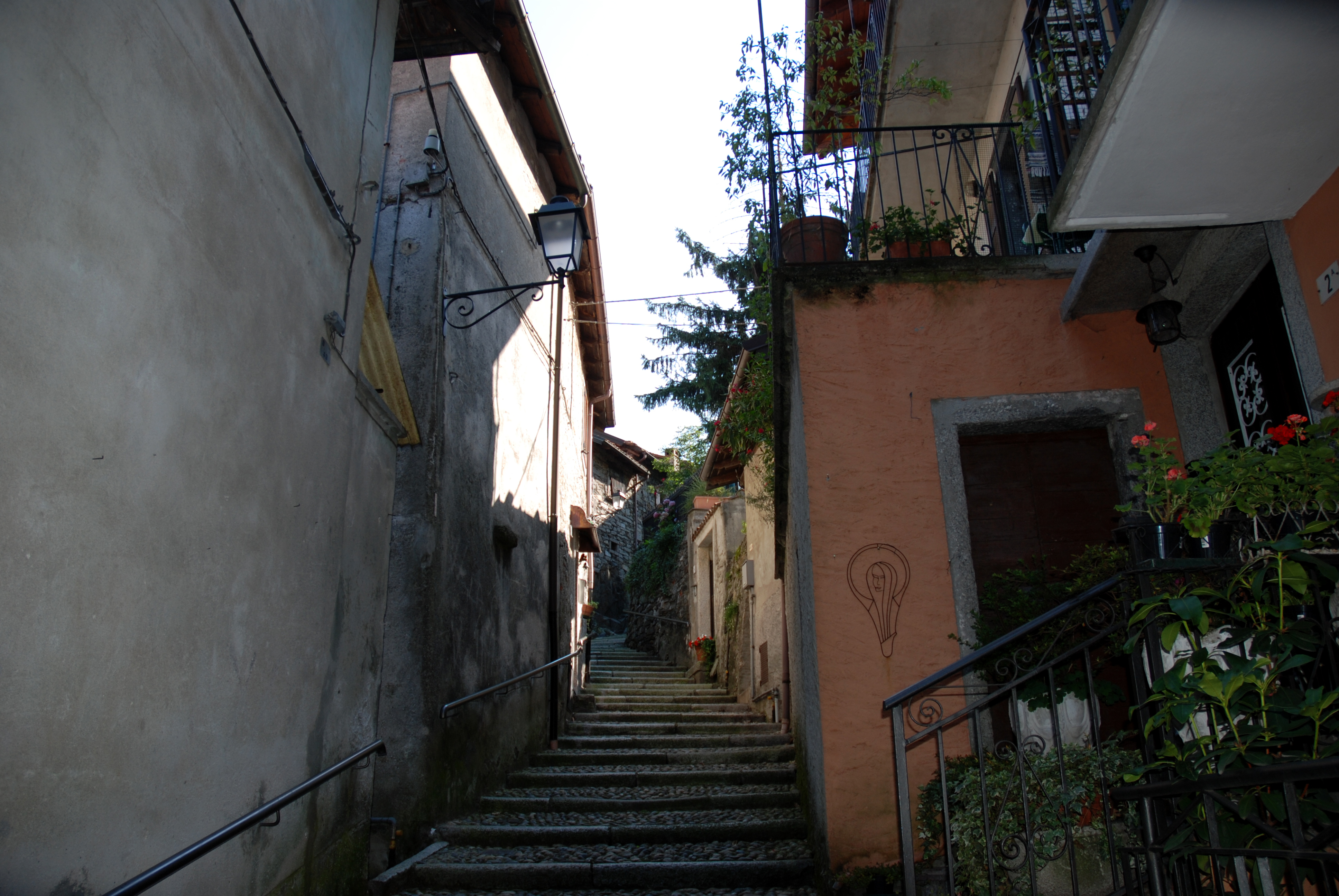
Vrch "Scàrpia"